# Grégoire Favre
 (mars 2023).
La mise en forme du texte ne suit pas les recommandations de Wikipédia : il faut le « wikifier ».
Les points d'amélioration suivants sont les cas les plus fréquents. Le détail des points à revoir est peut-être précisé sur la page de discussion.
- Les titres sont pré-formatés par le logiciel. Ils ne sont ni en capitales, ni en gras.
- Le texte ne doit pas être écrit en capitales (les noms de famille non plus), ni en gras, ni en italique, ni en « petit »…
- Le gras n'est utilisé que pour surligner le titre de l'article dans l'introduction, une seule fois.
- L'italique est rarement utilisé : mots en langue étrangère, titres d'œuvres, noms de bateaux, etc.
- Les citations ne sont pas en italique mais en corps de texte normal. Elles sont entourées par des guillemets français : « et ».
- Les listes à puces sont à éviter, des paragraphes rédigés étant largement préférés. Les tableaux sont à réserver à la présentation de données structurées (résultats, etc.).
- Les appels de note de bas de page (petits chiffres en exposant, introduits par l'outil «  Source ») sont à placer entre la fin de phrase et le point final[comme ça].
- Les liens internes (vers d'autres articles de Wikipédia) sont à choisir avec parcimonie. Créez des liens vers des articles approfondissant le sujet. Les termes génériques sans rapport avec le sujet sont à éviter, ainsi que les répétitions de liens vers un même terme.
- Les liens externes sont à placer uniquement dans une section « Liens externes », à la fin de l'article. Ces liens sont à choisir avec parcimonie suivant les règles définies. Si un lien sert de source à l'article, son insertion dans le texte est à faire par les notes de bas de page.
- La présentation des références doit suivre les conventions bibliographiques. Il est recommandé d'utiliser les modèles {{Ouvrage}}, {{Chapitre}}, {{Article}}, {{Lien web}} et/ou {{Bibliographie}}. Le mode d'édition visuel peut mettre en forme automatiquement les références.
- Insérer une infobox (cadre d'informations à droite) n'est pas obligatoire pour parachever la mise en page.

Pour une aide détaillée, merci de consulter Aide:Wikification.
Si vous pensez que ces points ont été résolus, vous pouvez retirer ce bandeau et améliorer la mise en forme d'un autre article.
Pour les articles homonymes, voir Favre.
Grégoire Favre, né le 15 décembre 1977 et mort le 10 octobre 2016, est un artiste et écrivain valaisan. En jouant sur une multitude de supports tels que la peinture, les performances, la photographie, les vidéos et les écrits, il interroge au fil de son œuvre le lien qu'un artiste entretient avec son passé, sa région, la mémoire des lieux et ses ancêtres.

## Biographie
Après une demi-licence en lettres, Grégoire Favre quitte l’université pour se consacrer à ses activités artistiques. De retour en Valais, il entame une collaboration avec le peintre Eric Bovisi. Ensemble, ils réalisent plusieurs performances ainsi que deux expositions majeures, Ramuz Enquête d’une identité et La Mémoire Ouvrière,.
Avec le projet La mémoire ouvrière, Grégoire Favre ajoute une nouvelle dimension à sa pratique artistique en sollicitant la participation de la population et en se plongeant dans les archives. En marge de l’exposition qui se tient à l’ancienne usine Usego de Sierre du 11 septembre au 7 novembre 2010, un colloque sur le thème de la mémoire ouvrière est organisé par l’Association pour l’étude de l’histoire du mouvement ouvrier (AEHMO). La collaboration entre l’historien Luc Van Dongen et Grégoire Favre débouchera sur la publication de l’ouvrage Mémoire ouvrière qu’ils co-signent en décembre 2011,.
Fin 2012, le Service de la culture du canton du Valais salue son travail et sa démarche en lui confiant une carte blanche pour documenter la transformation des anciens arsenaux de Sion en pôle culturel, scientifique et patrimonial. Entre 2013 et 2015, Grégoire Favre va arpenter le chantier, réalisant plus de 4000 photographies qui seront réunies sur un blog intitulé Chroniques de Pratifori. Une exposition posthume, dédiée aux photographies de Grégoire Favre, s’est tenue à la médiathèque de Sion du 23 août au 24 octobre 2019. En parallèle à cet hommage, le livre d’artiste Chroniques de Partifori a été publié par les Éditions Olga.
Le goût de Grégoire Favre pour l’imbrication des genres et des médiums se retrouve dans le versant littéraire de son œuvre. il prête sa plume aussi bien à un livre d’artiste qu’à un ouvrage commémorant le centenaire d’un hôtel de montagne. En 2014, il fonde avec Isabelle Bagnoud Loretan et Valérie Roten la revue L’imprévisible, qui convoque autour d’un même thème des écrivain∙es; des artistes, des chercheur-euses, des scientifiques, des passionné-es.
L’ensemble des œuvres de Grégoire Favre sont actuellement réunies aux Archives de l’État du Valais et à la Médiathèque Valais au sein d’un fonds dédié à l’artiste,.

## Expositions et installations
- 2008: Ramuz EnQuête d’une identité, Halles de Sierre
- 2010: La mémoire ouvrière, Ancienne usine Usego
- 2011: A la rencontre de l’autre, Place de l’église à Chippis
- 2012-2013: «Mapping» des Chroniques de Pratifori, Façade des anciens arsenaux de la ville de Sion
- 2013: Si vous les croisez, dites-leur qu’ils sont exposés à l’Ancien Pénitencier!, Pénitencier de Sion
- 2014-2015: «Worker’s corner» des Chroniques de Pratifori, Médiathèque de Sion
- 2019: Exposition de photographies posthume des Chroniques de Pratifori, Médiathèque de Sion